# Berihah

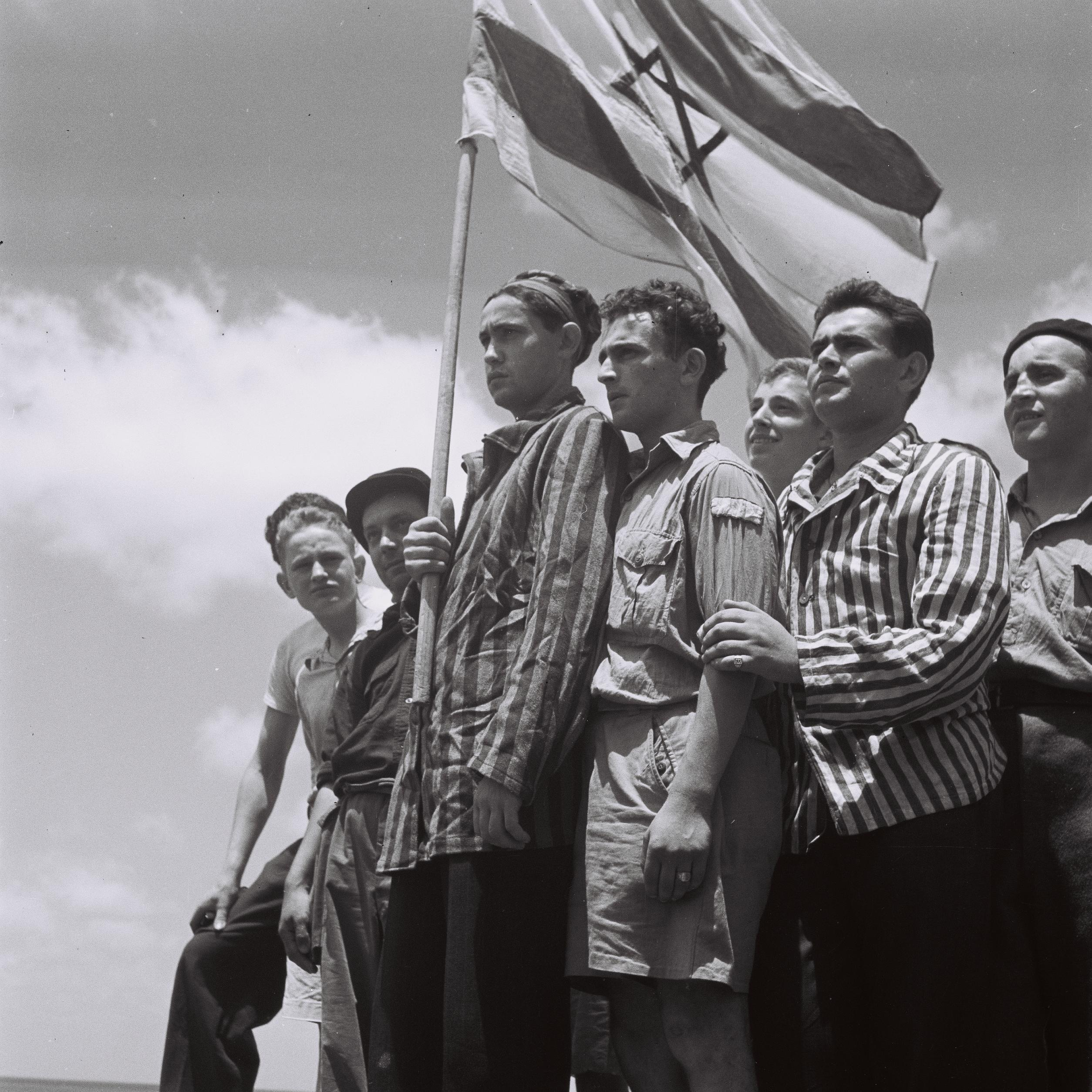
15 luglio 1945. Sopravvissuti di Buchenwald arrivano ad Haifa, dove vengono arrestati dalle autorità britanniche.

Berihah, o Brichah (ebraico: ,בריחה traslitterato: Brikhah, tradotto: fuga o volo) fu uno sforzo organizzativo segreto nato per aiutare gli ebrei europei sopravvissuti all'Olocausto a fuggire nel mandato britannico della Palestina, al termine della seconda guerra mondiale, di fatto in violazione di quanto redatto nel Libro bianco del 1939. Tradizionalmente si pone la fine dell'immigrazione ebraica di massa con la proclamazione dell'indipendenza dello Stato di Israele, con l'annullamento del Libro bianco.

## Storia
Il movimento dei rifugiati ebrei dai campi per gli sfollati nei quali erano stati messi (circa un milione di persone classificate come "non rimpatriabili" tra Germania e Austria) verso la Palestina era impossibile da effettuarsi legalmente: i rifugiati non avevano avuto il permesso ufficiale né dall'Unione Sovietica né dagli Alleati di abbandonare le nazioni dell'Europa centrale e orientale, così come nella Palestina sotto il controllo britannico non era autorizzata l'immigrazione in tal senso.
Tra la fine del 1944 e l'inizio del 1945, i membri ebrei della resistenza polacca si incontrarono con i combattenti del ghetto di Varsavia a Lubin per formare la Berihah, una organizzazione per fuggire dalla condizione di antisemitismo imperante in Europa, convinti che presto o tardi si sarebbe ripresentato un secondo Olocausto. Dopo la liberazione di Rovno, Eliezer e Abraham Lidovsky e Pasha Isaac Rajchmann, conclusero che non ci fosse futuro per gli ebrei in Europa. I gruppi di resistenza e sopravvissuti formarono quindi gruppi di artigiani, e, grazie alla copertura fornita da tali attività, alcuni gruppi iniziarono a viaggiare verso Cernăuți (allora in Romania) alla ricerca di una via d'uscita sicura dal continente.
Tuttavia fu solo dopo che Abba Kovner e il suo gruppo da Vilna, con Yitzhak Zuckerman, capo dell'unità di combattenti ebrei attiva in Polonia dall'agosto 1944 al gennaio 1945, decisero di far parte di questo progetto, che la Berihah prese ufficialmente forma. Con un analogo dispiegamento di uomini, si unirono al piano anche la Brigata Ebraica e la Haganah. Gli ufficiali della Brigata Ebraica dell'esercito britannico assunsero il controllo dell'intero piano, mentre gli strateghi della Haganah, l'esercito clandestino ebraico in Palestina, si occuparono di trovare un modo per far entrare quanti più sfollati possibile in Palestina. L'American Jewish Joint Distribution Committee finanziò l'intera operazione.
Via via espandendosi, Berihah divenne il principale canale per gli ebrei che ambivano a una nuova vita in Palestina, in particolare provenienti dai campi per gli sfollati, sebbene inizialmente la numerosa domanda di trasferimento, superiore alle reali capacità dell'organizzazione, portò al rifiuto di parte delle richieste. Il pogrom di Kielce del 1946, avvenuto a un anno di distanza dallo smantellamento del nazionalsocialismo in Europa, comportò la fuga di oltre 100 000 ebrei dalla fascia orientale europea in soli tre mesi. Le reti della Berihah operanti in Polonia, Romania, Ungheria, Cecoslovacchia e Jugoslavia portarono al trasferimento di circa 250 000 sopravvissuti in Austria, Germania e Italia entro il 1948 attraverso le reti di contrabbando costituite.
Utilizzando le navi consegnate dal Mossad LeAliyah Bet, che sarà poi braccio armato del gruppo Yishuv, i profughi entrarono illegalmente nel mandato britannico di Palestina. La Berihah era parte di una più vasta operazione nota come Aliyah Bet, e si concluse con la creazione di Israele, quando l'immigrazione degli ebrei verso lo Stato ebraico divenne legale. Comunque, l'emigrazione degli ebrei dall'Europa a volte fu oggetto di proibizione anche in seguito, come successo nel blocco orientale durante la guerra fredda e nei paesi arabi (vedi refusenik).

## Filmografia
- Exodus, regia di Otto Preminger. 1960